# Beira Baixa

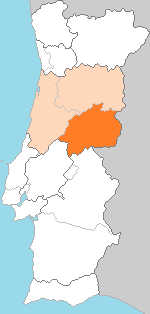
Beira Baixa (cor laranja escuro) junto da Beira Litoral e da Beira Alta na antiga província da Beira (laranja claro).

A Beira Baixa situada na região do Centro de Portugal, originalmente criada no século XIX a partir de parte do território da anterior Província da Beira. A Beira Baixa abrange as sub-regiões da Beira Interior Sul e da Beira Interior Norte, da Cova da Beira e parcialmente do Pinhal Interior Sul e Pinhal Interior Norte, englobando grande parte do Distrito de Castelo Branco. Na reforma administrativa de 1936 foi novamente criada uma divisão chamada Província da Beira Baixa. Esta nova província abrange agora só a parte interior sul da antiga Província da Beira, ou seja, aproximadamente o atual Distrito de Castelo Branco. No entanto, as províncias de 1936 praticamente nunca tiveram qualquer atribuição mas são utilizadas diariamente no quotidiano dos portugueses e compreendem uma província histórica de Portugal.
Faz fronteira a Norte com a Beira Alta, a Noroeste com a Beira Litoral, a Sudoeste com o Ribatejo, a Sul com o Alto Alentejo e com a Espanha (província de Cáceres, na Estremadura) e a Leste com a Espanha (província de Cáceres), na Estremadura.
É constituída por 13 concelhos, integrando a totalidade do distrito de Castelo Branco e ainda um concelho do distrito de Coimbra e outro do de Santarém, respetivamente. Tinha a sua sede na cidade de Castelo Branco.
- Distrito de Castelo Branco: Belmonte, Castelo Branco, Covilhã, Fundão, Idanha-a-Nova, Oleiros, Penamacor, Proença-a-Nova, Sertã, Vila de Rei e Vila Velha de Ródão.

- Distrito de Coimbra: Pampilhosa da Serra.

- Distrito de Santarém: Mação.

Para alguns geógrafos, esta província, em conjunto com a Beira Transmontana, formava uma unidade geográfica maior: a Beira Interior.

## Sub-região estatística (NUT-III) da Beira Baixa

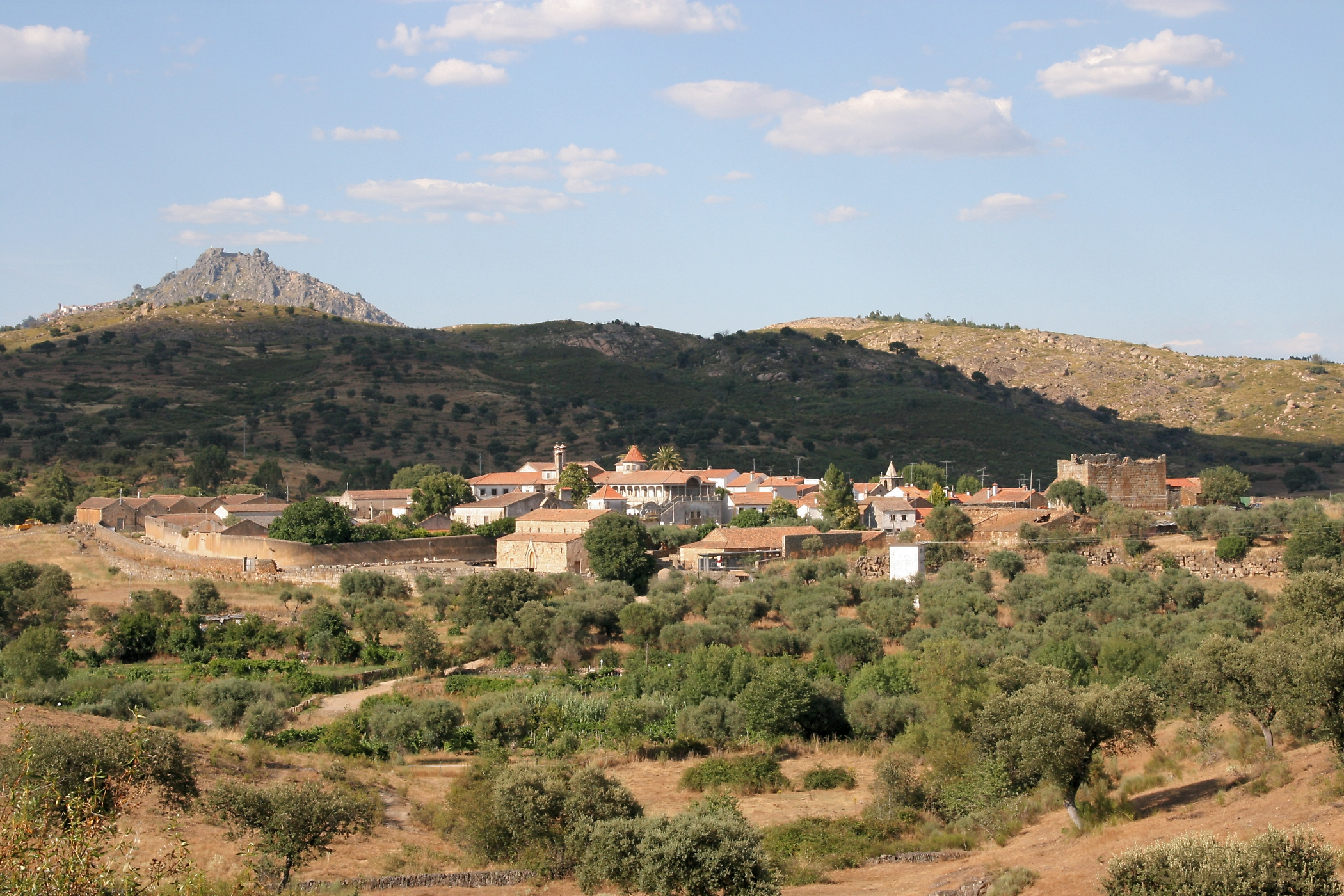
Paisagem característica da Beira Baixa: Idanha-a-Velha (com Monsanto ao fundo)

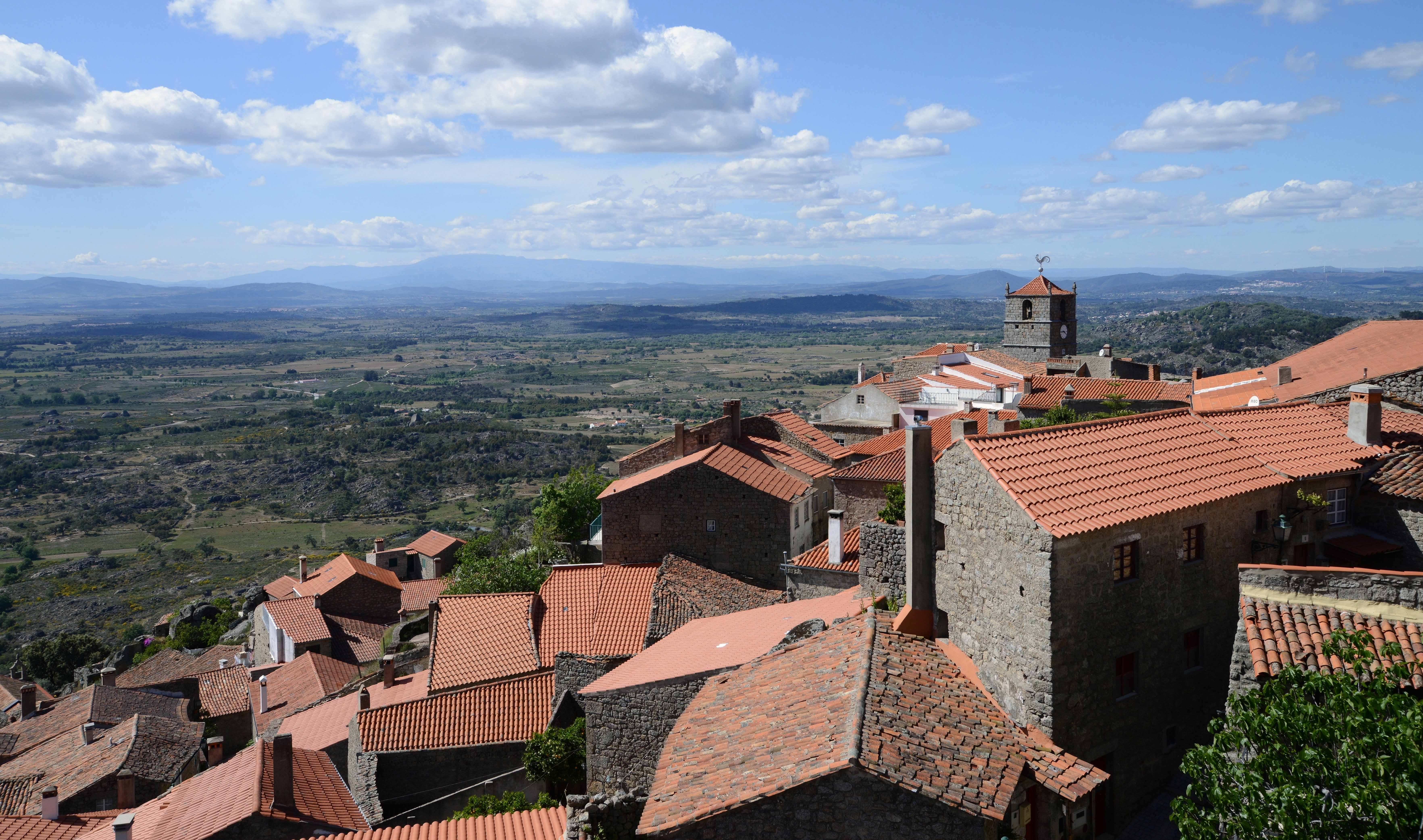
Monsanto (Idanha-a-Nova), na Beira Baixa: a aldeia mais portuguesa de Portugal.

Atualmente, grande parte do território da antiga província está englobado na NUTS III da Beira Baixa, que conta também com uma Comunidade Intermunicipal. Engloba seis municípios:
- Castelo Branco
- Idanha-a-Nova
- Oleiros
- Penamacor
- Proença-a-Nova
- Vila Velha de Ródão

Quanto ao restante território da província histórica, os municípios da Cova da Beira (Belmonte, Covilhã e Fundão) associaram-se aos restantes municípios da Beira Interior, formando a CIM das Beiras e Serra da Estrela, enquanto os municípios da Sertã, Vila de Rei e Mação estão incluídos na CIM do Médio Tejo. Já o município de Pampilhosa da Serra encontra-se inserido na NUTS III Região de Coimbra.